# Jihan El-Tahri
Jihan El-Tahri (in arabo ﺟﻬﺎﻥ ﺍلطهري‎?, Jihān al-Ṭahrī; Beirut, ...) è una regista e giornalista egiziana naturalizzata francese.

## Biografia
Documentarista dalla nazionalità franco-egiziana, ha iniziato la sua carriera lavorando come giornalista. Tra il 1984 e il 1990 ha lavorato come corrispondente di un'agenzia di stampa e TV che si occupava di Vicino Oriente. Nel 1990 ha iniziato a dirigere e produrre documentari per la televisione francese, la BBC e altre emittenti internazionali. Da allora ha diretto più di una dozzina di film tra cui la nomination agli Emmy, The House of Saud e The Price of Aid, che ha vinto il premio Europeo Media nel 2004, esaminando i benefici del sistema internazionale di aiuti alimentari.
Cuba: An African Odyssey, narra la storia mai raccontata del sostegno di Cuba alle rivoluzioni africane. Il suo documentario più recente Behind the Rainbow, sul Sudafrica, distribuito nel 2009, ha vinto diversi premi e riconoscimenti internazionali. El-Tahri ha anche scritto due libri, The 9 Lives of Yasser Arafat e Israel and the Arabs: the 50 Years War, pubblicati da Penguin edizioni. Attualmente è tesoriere della Guild of African Filmmakers in the Diaspora ed è stata eletta nel 2004 come uno dei segretari regionali della Federation of Pan African Cinema (Federazione di Cinema Panafricano, FEPACI).

### Behind the Rainbow
L'ultimo documentario della cineasta, Behind the Rainbow (Dietro l'arcobaleno), esplora la transizione dell'ANC, l'African National Congress, da organizzazione di liberazione in partito di governo in Sudafrica, attraverso l'evoluzione del rapporto tra due dei suoi quadri più importanti, Thabo Mbeki e Jacob Zuma. Il loro duello minaccia di sconvolgere l'ANC e il paese, mentre i poveri cercano disperatamente la speranza nel cambiamento e l'élite politica lotta per spartirsi il bottino della vittoria.

## Filmografia
- L'Afrique en morceaux (2001)
- The Price of Aid (2003)
- The House of Saud (2004)
- Cuba: An African Odyssey (2007)
- Behind the Rainbow (2009)